# Trappistenkäse

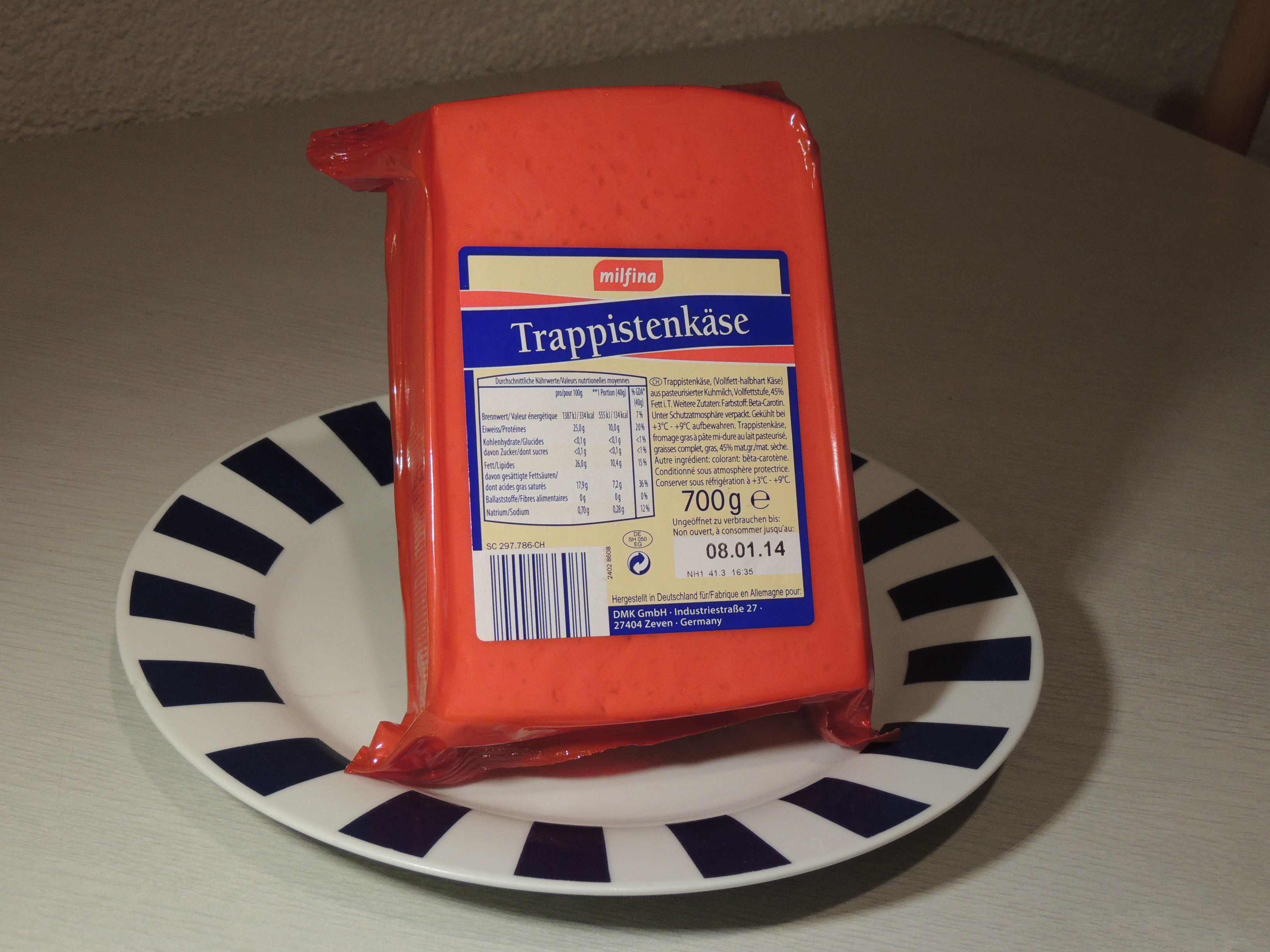
Trappistenkäse in seiner typischen Verpackung

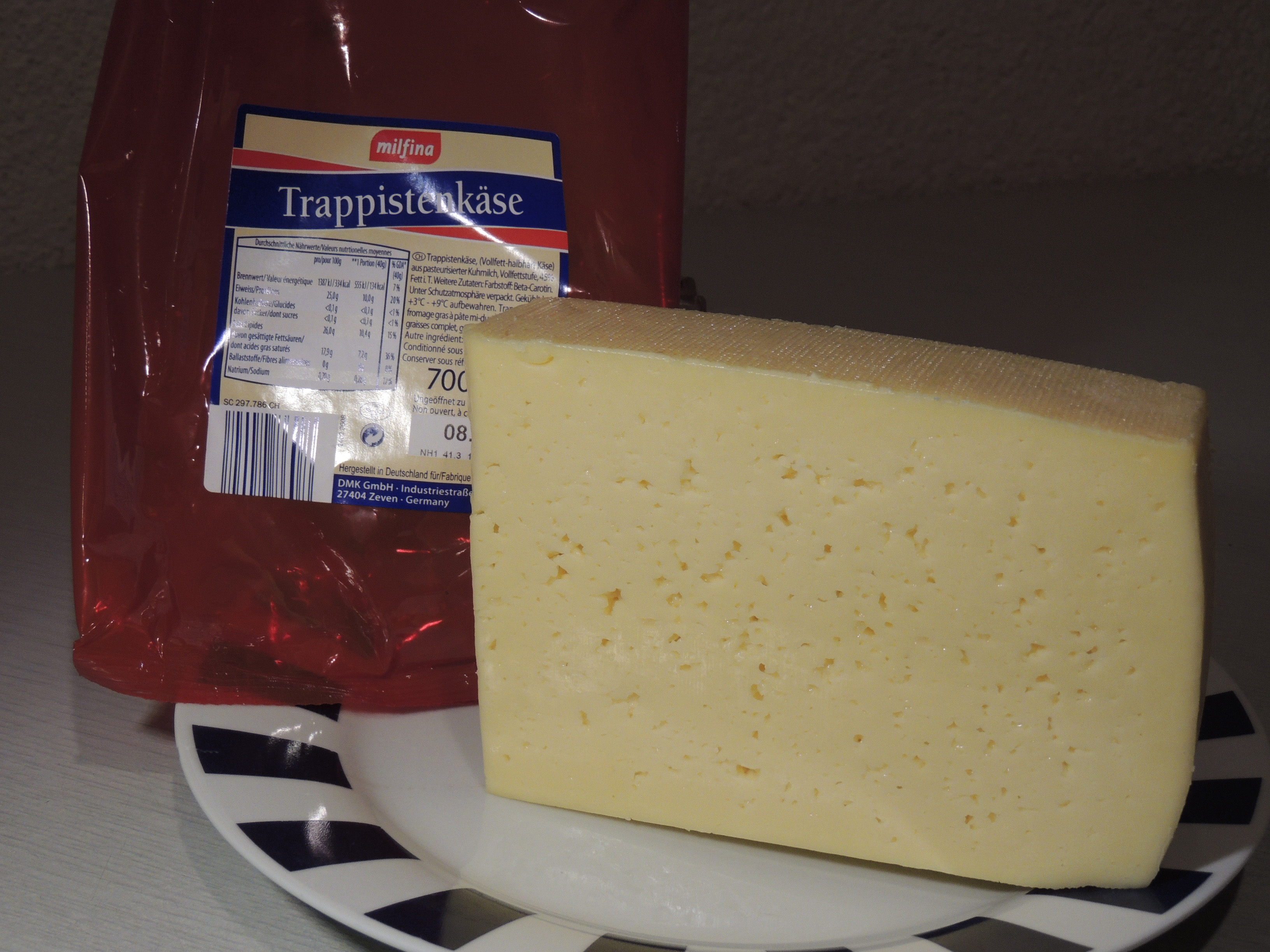
Trappistenkäse ohne Verpackung

Trappistenkäse ist ein halbfester Schnittkäse aus pasteurisierter Kuhmilch. Er hat zwischen 45 und 60 % Fett in der Trockenmasse  (F. i. Tr.).
Trappistenkäse wird in etwa 0,5 bis 1 kg großen, kastenförmigen Laiben hergestellt. Er hat eine gelbe bis orangefarbene Rinde. Diese wurde mit Rotschmiere behandelt oder mit einer Wachsschicht überzogen. Sein Teig ist strohgelb und hat kleine Löcher. Er ist dem Tilsiter ähnlich und sehr weich. Sein Geschmack ist mild bis würzig und erinnert ebenfalls an Tilsiter. Seinen Namen hat der Trappistenkäse vom katholischen Orden der Trappisten, der in der Normandie beheimatet ist. Von hier kam der Käse nach Deutschland. Trappistenkäse passt gut zu frischem Brot und Obst.
Der „Trappista Sajt“, wie er in Ungarn genannt wird, eroberte dort die Märkte. Heute gehört er zu einem traditionellen ungarischen Frühstück.

## Herstellung und Eigenschaften
Zur Herstellung von Trappistenkäse dient pasteurisierte Kuhmilch. Das fertige Produkt hat einen Fettanteil von 45 bis 60 % i. Tr. Der junge Käse schmeckt frisch und mild. Wird er länger gelagert, nimmt er Würze zu. Trappistenkäse wird in rote Kunststofffolie verpackt.

## Verwendung
Trappistenkäse eignet sich für die Käseplatte, zum Verzehr während einer Brotzeit. Er ist jung angenehm mild und wird recht herb und pikant, wenn er heranreift. Je würziger der Trappistenkäse gereift ist, desto kräftiger kann die Brotsorte sein, die man dazu reicht. Er passt gut zu Weißbrot, Brötchen und Baguette, pikant zu Grau- oder Schwarzbrot. Man kann den Trappistenkäse in der Küche in einer Vielzahl an Gerichten und Rezepten einsetzen. Ist sein Fettgehalt hoch genug, um gut zu zerfließen, ist er ein idealer Käse zum Überbacken von Gerichten wie Gratins und Aufläufen.
Lässt man den Käse zur vollen Würze reifen, kann er bei der Fertigung von Käsesaucen eingesetzt werden. In kleine Würfel geschnitten passt er zur Verfeinerung von Salaten und Begleitung von Gemüse-Snacks.